# Vitrac-en-Viadène
Pour les articles homonymes, voir Vitrac.
Vitrac-en-Viadène (Vitrac en occitan) est une ancienne commune française du Pays Haut Rouergue (approuvé par arrêté le 11 août 2004) dans le département de l'Aveyron, en région Occitanie, devenue, le 1er janvier 2016, une commune déléguée de la commune nouvelle d'Argences en Aubrac.

## Géographie

### Communes limitrophes
Les communes limitrophes sont  Alpuech, Cantoin, Graissac, La Terrisse et Lacalm.

### Site
Le territoire de cette commune matérialise une fraction centre-sud du Massif central sur le plateau de la Viadène au nord-ouest du plateau de l'Aubrac à 1000 mètres d'altitude.

## Histoire
Le village est "entouré" d'un "chemin de ronde" qui préfigure une clôture de pierre ou une palissade de bois qui encerclait le hameau. Des tegulae gallo-romaines retrouvées ici ou là confortent l'origine de Vitrac, propriété d'un gallo-romain prénommé Victor.
Ce fief du comté de Rodez passa à la baronnie de Thénières vers 1470 puis aux Estaing de 1620 jusqu’à la révolution.

## Politique et administration

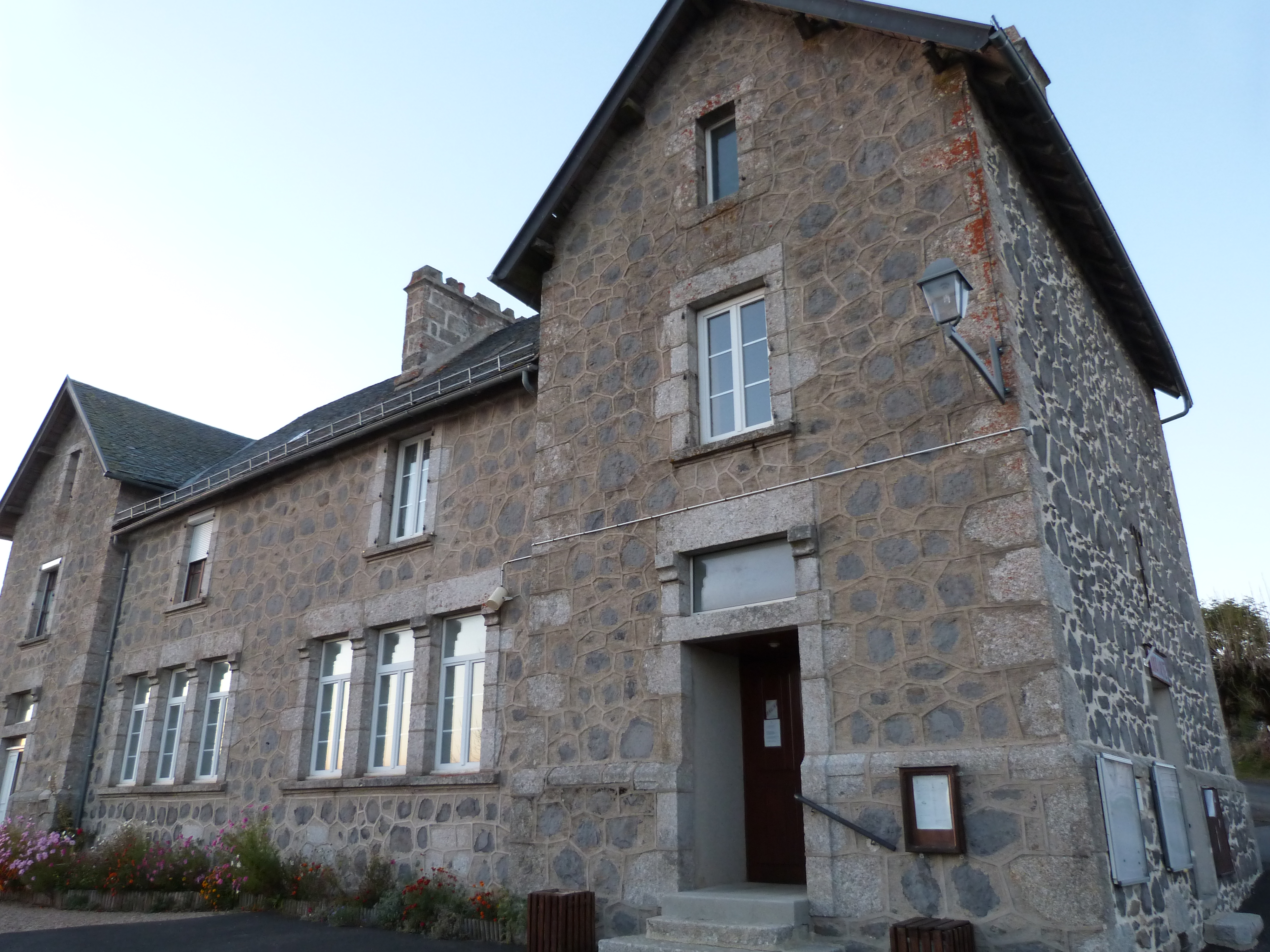
La Mairie.

Jusqu'en 2015, la localité était rattachée au canton n°33 de Sainte-Geneviève-sur-Argence dans la 1re circonscription de l'Aveyron. Ce canton est intégré depuis au nouveau canton d'Aubrac et Carladez, qui regroupe les régions naturelles de l'Aubrac et du Carladès.
Vitrac-en-Viadène appartenait à la communauté de communes de l'Argence.
| Période                                  | Période  | Identité              | Étiquette | Qualité     |
| ---------------------------------------- | -------- | --------------------- | --------- | ----------- |
| janvier 2016                             | En cours | Jean-François Richard | DVD       | Agriculteur |
| Les données manquantes sont à compléter. |          |                       |           |             |

| Période                                  | Période       | Identité              | Étiquette | Qualité     |
| ---------------------------------------- | ------------- | --------------------- | --------- | ----------- |
| mars 2001                                | mars 2008     | Julien Raffy          |           |             |
| mars 2008                                | décembre 2015 | Jean-François Richard | DVD       | Agriculteur |
| Les données manquantes sont à compléter. |               |                       |           |             |

## Démographie
L'évolution du nombre d'habitants est connue à travers les recensements de la population effectués dans la commune depuis 1800. À partir du 1er janvier 2009, les populations légales des communes sont publiées annuellement dans le cadre d'un recensement qui repose désormais sur une collecte d'information annuelle, concernant successivement tous les territoires communaux au cours d'une période de cinq ans. 
Pour les communes de moins de 10 000 habitants, une enquête de recensement portant sur toute la population est réalisée tous les cinq ans, les populations légales des années intermédiaires étant quant à elles estimées par interpolation ou extrapolation. Pour la commune, le premier recensement exhaustif entrant dans le cadre du nouveau dispositif a été réalisé en 2007,.
En 2013, la commune comptait 116 habitants, en évolution de +2,65 % par rapport à 2008 (Aveyron : +0,58 %, France hors Mayotte : +2,49 %).
| 1800 | 1876 | 1881 | 1886 | 1891 | 1896 | 1901 | 1906 | 1911 |
| ---- | ---- | ---- | ---- | ---- | ---- | ---- | ---- | ---- |
| 538  | 518  | 512  | 531  | 521  | 510  | 514  | 507  | 503  |

| 1921 | 1926 | 1931 | 1936 | 1946 | 1954 | 1962 | 1968 | 1975 |
| ---- | ---- | ---- | ---- | ---- | ---- | ---- | ---- | ---- |
| 319  | 311  | 292  | 260  | 245  | 232  | 222  | 197  | 175  |

| 1982 | 1990 | 1999 | 2007 | 2012 | 2013 | - | - | - |
| ---- | ---- | ---- | ---- | ---- | ---- | - | - | - |
| 151  | 129  | 99   | 117  | 113  | 116  | - | - | - |

## Culture locale et patrimoine

### Lieux et monuments
- Église fortifiée du XIVe siècle dédiée à saint Michel. Peintures murales et bénitier en bronze
- Chapelle rurale de Cayrac reconstruite en 1839
- Nombreuses croix de chemins
- Orgues de basalte de Falachoux.
- Vitraguet : le village comporte de nombreux vestiges sur une section appelée Vitraguet (le bas de Vitrac par rapport à l'église qui est sur un monticule) où étaient installés les artisans (tisserand, cordonnier, maréchal ferrant, four banal) mais aussi le notaire royal (ancienne maison Laporte).